# Megalankozaur
Megalancosaurus (z gr. "długoręki jaszczur") jest nazwą rodzajową diapsyda, żyjącego w górnym triasie na terenie obecnych północnych Włoch.
Było to zwierzę wiodące nadrzewny tryb życia. Znajduje to swój wyraz w niezwykłym wyglądzie megalankozaura:
- Długość jego ciała wynosiła 25 cm.
- Osadzona na elastycznej szyi czaszka miała w rzucie bocznym trójkątny kształt i przypominała czaszki wykształconych później ptaków, a także pterozaurów.
- Tułów tworzył uwypuklenie, którego istnienie związane było z występowaniem u zwierzęcia potężnych mięśni biegnących wzdłuż grzbietu, które być może pozwalały megalankozaurowi na błyskawiczne chwytanie owadów.
- Kończyny zaopatrzone były w po pięć chwytnych palców, ustawionych przeciwstawnie (w kończynach przednich był to schemat 3+2, a w tylnych: 4+1).

Pozycja systematyczna: Patrz Drepanosauridae.